# Киселево (Ростовська область)
Киселево, Кисельове — село, адміністративний центр Киселевського сільського поселення Красносулинського району Ростовської області.
Населення — 805 осіб (2010 року).

## Історія
Село Киселево було засновано 1810 року військовим старшиною Дмитром Кисельовим. Першими його мешканцями стали родини кріпаків з села Тичково Козельського повіту Калузької губернії. Маєток Кисельова розташовувалося біля річки Кундрюча на її правому березі. Сам господар відвідував його тільки влітку, а решту часу мешкав у Новочеркаську.
У середині 19 сторіччя в селі Киселево, що входило в Гуковську волость, налічувалося 25 дворів й мешкало 180 осіб.
Після скасування кріпосного права селянам були наділено наділи землі ― по 3,5 десятини на дорослого чоловіка. Ці наділи проіснували до самої революції.
За цей час не раз змінювалися господарі маєтку.
У 1914 році в селі існувало 72 дворів й мешкало 650 осіб. На лівому березі Кундрючої розташовувалося селище Малий Киселев, що заснувала вдова капітана Кисельова на початку XIX сторіччя, де мешкало 70 осіб. За радянської влади обидва поселення поєднали у одне село Киселево.
У Кисельово був організований колгосп «Сигнал».
За німецько-радянської війни загинули 120 селян.
На честь 30-річчя перемоги над фашизмом у центрі села було встановлено меморіальний пам'ятник з іменами воїнів — земляків та визволителів Киселево. Тут же поховані останки Героя Радянського Союзу пілот О. Ф. Соломатіна та його бойовий товарищ І. О. Алтухова.
Після війни колгосп було перейменовано на ім'я радянського вченого-біолога й селекціонера Івана Мічуріна.
В селі є школа, фельдшерсько-акушерський пункт, відділення зв'язку, АТС з радіовузлом.
В центрі села встановлено пам'ятники В. І. Леніну і І. В. Мічуріну.

## Географія
Село положене у 15 км від Красного Сулина на лівому березі річки Кундрюча.

### Вулиці
| - вул. Весела, - вул. Східна, - вул. Зарічна, - вул. Колодязна, - вул. Леніна, - вул. Лермонтова, - вул. Лугова, - вул. Мічуріна, - вул. Молодіжна, - вул. Набережна, | - вул. Нахічевань, - вул. Партизанська, - вул. Потьомкіна, - вул. Пушкіна, - вул. Річкова, - вул. Ростовська, - вул. Степова, - вул. Титова, - вул. Шкільна. |